# Fiducia

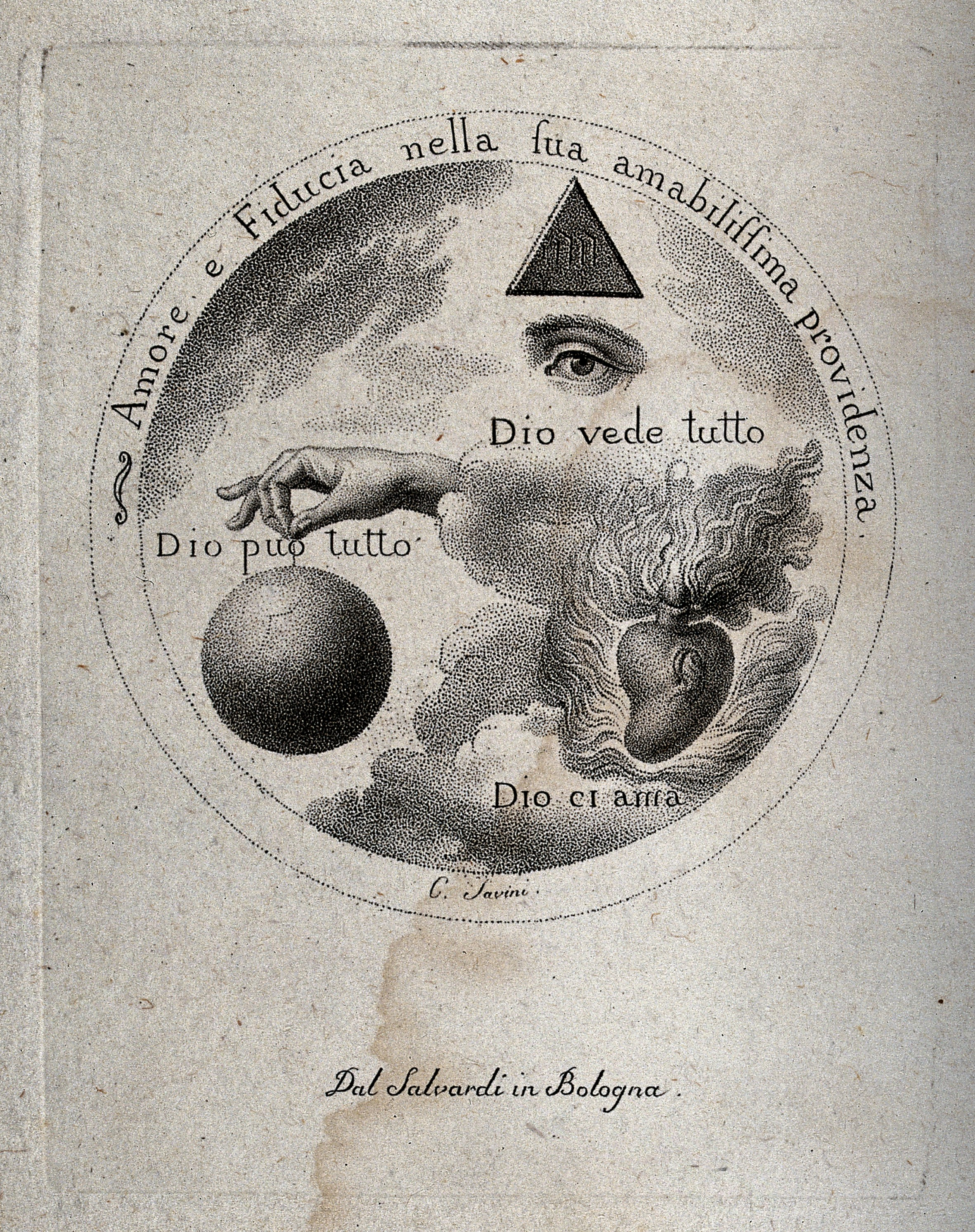
L'occhio di Dio, la mano di Dio e il Sacro Cuore. Incisione di Salvardi da C. Savini.

La fiducia è un sentimento umano, che consiste nel presupporre un comportamento o un atteggiamento adeguato alla situazione da parte di altri individui o di sé stessi.

## Sociologia
In sociologia si suole distinguere all'interno di questo sentimento morale che permea l'ordine sociale almeno tre tipi di fiducia:
- La fiducia sistemica o istituzionale, ossia quella che gli attori sociali ripongono verso l'organizzazione naturale e sociale nel suo insieme;
- La fiducia personale o interpersonale, quella che gli attori rivolgono agli altri attori sociali;
- L'autoreferenza o fiducia in sé stessi. Benché quest'ultima attenga piuttosto il profilo psicologico dell'attore, essa ha tuttavia rilevanza sociale specie quando si considera il ruolo delle aspettative in campo economico, nel quale la fiducia in sé stessi funziona come aspettativa di validità delle proprie stime.

La fiducia sistemica è stata sondata dai fondatori della sociologia Max Weber ed Émile Durkheim anche se non in maniera nitida come dai successivi scienziati sociali «Si tratta (...) di una presenza confusa con quella di legittimità, consenso, cooperazione, solidarietà. Il concetto di fiducia interseca indubbiamente tutte queste dimensioni, ma non si confonde con esse; ha diritto, perciò, a uno statuto specifico, come ben traspare dalle brevi ma dense note di Simmel, l'unico grande classico del pensiero sociale che ha trattato la fiducia come categoria specifica d'analisi». E ancor prima dei padri fondatori della sociologia, l'idea che i soggetti stipulino un contratto sociale tra di loro era a fondamento delle teorie contrattualistiche del giusnaturalismo. 
La fiducia interpersonale, sempre secondo Antonio Mutti, viene, allora, prioritariamente definita come «l'aspettativa che Alter non manipolerà la comunicazione o, più specificamente, che fornirà una rappresentazione autentica, non parziale né mendace, del proprio comportamento di ruolo e della propria identità. L'aspettativa di Ego concerne cioè la sincerità e credibilità di Alter, intese come trasparenza e astensione dalla menzogna, dalla frode e dall'inganno».
In sintesi la fiducia, come viene sistematizzata nei suoi lavori dal sociologo italiano Antonio Mutti, può essere definita «come un'aspettativa di esperienze con valenza positiva per l'attore, maturata sotto condizioni di incertezza, ma in presenza di un carico cognitivo e/o emotivo tale da permettere di superare la soglia della mera speranza»,  che tradotto in termini non scientifici significa questo: diamo fiducia perché ci aspettiamo qualcosa di buono da qualcun altro, ma non ne siamo certi, tuttavia le cose che sappiamo (il carico cognitivo) e quelle che sentiamo (carico emotivo) sono qualcosa di più di una mera speranza, quindi dopo aver fatto una sintetica ricognizione dei costi e dei benefici futuri, abbandonando le esitazioni, ci inoltriamo nel rapporto fiduciario.